# Michał Borysiekiewicz
Michał Borysiekiewicz, ukr. Михайло Борисикевич (ur. 1 marca 1848 w Białobożnicy, zm. 18 września 1899 w Grazu) – ukraiński lekarz, okulista.

## Życiorys
Był synem ukraińskiego, greckokatolickiego duchownego Mychajła Borysiekiewicza oraz Barbary, z domu Kulczyckiej. Uczęszczał do 6-klasowego gimnazjum – najpierw w Stanisławowie, następnie w Tarnopolu, gdzie należał do ukraińskiej organizacji patriotycznej Hromada. Po maturze wyjechał do Wiednia, gdzie w latach 1866–1872 studiował medycynę na tamtejszym uniwersytecie (tytuł doktorski otrzymał w 1872). Był uczniem Carla Ferdinanda von Arlta oraz Karla Stellwaga von Cariona. W 1881 otrzymał habilitację. W 1882 poślubił Theresę Riedl (zmarła w 1909 roku w Wiedniu, pochowana w Grazu). Kierował kliniką okulistyczną w Innsbrucku (1887–1892) oraz w Grazu (1892–1899). Jego prace publikowane w języku niemieckim dotyczyły farmakologii, chirurgii zaćmy oraz technik badania siatkówki.
Był konstruktorem pierwszego „oka elektrycznego” przeznaczonego dla osób niewidomych. Terminował u niego m.in. Jan Stasiński (1869-1939), okulista związany z Poznaniem.

## Twórczość
- „Untersuchungen über den feineren Bau der Netzhaut / von M. Borysiekiewicz ; aus dem Institute für allgemeine und experimentelle Pathologie in Wien.”, Leipzig; Wien: Toeplitz & Deuticke, 1887.
- „Über Pemphigus conjunct.” (Zehender’s Mtsschr. 1879)
- „Beitrag zur Extraction des grauen Staars« (1880)
- „Ophthalmoscop. Beobb. an 171 Geisteskranken in der Klinik von Meynert« (W. M. Bl. 1882)
- „Über die Anwendung des Cocains in der ocluist. Praxis” (W. M. W. 1887)
- „Untersuchungen über den feineren Bau der Netzhaut” (1887)
- „Weitere Untersuchungen über etc.” (1894)
- „Beiträge zum feineren Bau der Netzhaut des Chamaeleon vulg.” (1899).